# Віняй-Вайна

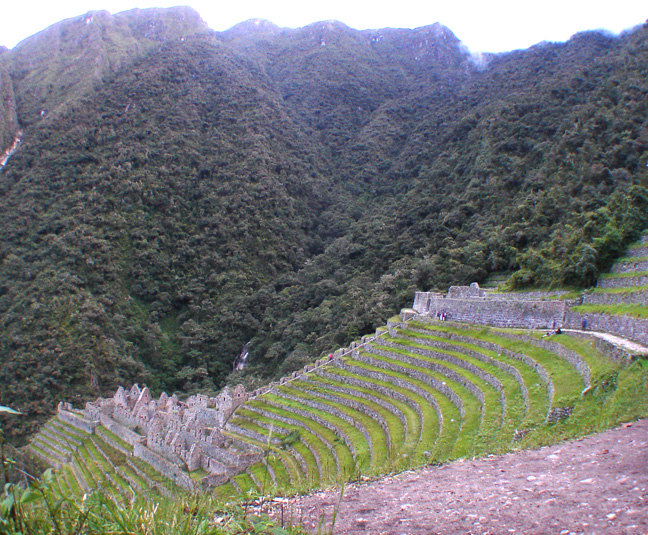
Руїни Уіньяй-Уайни

Віняй-Вайна (кеч. Wiñay Wayna — «Вічно молодий»; ісп. Huiñay Huayna) — стародавнє інкське місто, на тепер від нього залишилися лише руїни. Розташоване на відстані 3,3 км від відомого міста Мачу-Пікчу.

## Археологія
Знайдено на початку XX ст. Був детально вивчений угорським археологом Паулем Фейєшем. Після нього тут працював і основоположник перуанської національної археології Хуліо Сесар Тельо. Саме він дав цим до того безіменним руїнам загубленого міста інків нинішнє ім'я.

## Опис
Назва цього містечка походить від назви улюбленої інками квітки, що росте в цій місцевості. Розташовано на крутому схилі гори над річкою Урубамба. Місто складається з нижньої частини і верхньої, що з'єднані довгою драбиною. Обидва яруси охоплювалися сільськогосподарськими терасами-анденес, з численними будівлями, яких було найбільше у нижній частині. Будівлі розташовані відповідно до інкського міського типу.
Відповідає архітектурному типу Мачі-Пікчу. З пам'яток архітектури в Віняй-Вайні заслуговує уваги так званий Торреон. Це напівкругла фортечна вежа з низкою амбразур та вікон, що знаходиться по сусідству з великою площею.
Водночас в першу чергу Віняй-Вайна є «містом води». У ньому знаходиться не менше 10 джерел і басейнів, які були спеціально оформлені архітекторами і слугували цілям релігійного культу. В давнину через річку Урубамба існувала гребля.